# Greta Van Fleet
Greta Van Fleet är ett amerikanskt rockband från Frankenmuth, Michigan som bildades 2012. De består av de tre bröderna Josh, Jake och Sam Kiszka samt deras vän Danny Wagner. De fick ett skivkontrakt hos Lava Records i mars 2017.
Bandets melodiösa och emotionella gitarr för tankarna till 80-talets glamrock och de har jämförts med flera band från den tiden, bland annat Led Zeppelin och Rush. Sångaren Josh Kiszkas röst har vid flera tillfällen jämförts med Robert Plants. Några av Jakes gitarrinfluenser inkluderar John Lee Hooker, Elmore James, Bert Jansch, Eric Clapton och Keith Richards.
Bandets debutalbum "Anthem of the Peaceful Army" släpptes den 19 oktober 2018. Den första singeln från skivan blev "When The Curtain Falls".

## Medlemmar
Nuvarande medlemmar
- Josh Kiszka – sång (2012– )
- Jake Kiszka – gitarr, bakgrundssång (2012– )
- Sam Kiszka – basgitarr, keyboard, bakgrundssång (2012– )
- Danny Wagner – trummor, bakgrundssång (2013– )

Tidigare medlemmar
- Kyle Hauck – trummor (2012–2013)

## Diskografi
Album
- 2018 – Anthem of the Peaceful Army
- 2021 – The Battle at Garden's Gate
- 2023 – Starcatcher

EP
- 2017 – Black Smoke Rising
- 2017 – From the Fires

Singlar
- 2017 – "Highway Tune"
- 2017 – "Safari Song"
- 2018 – "When The Curtain Falls"
- 2018 – "You're The One"
- 2019 – "Lover, Leaver"
- 2023 – "Meeting The Master"
- 2023 – "Sacred the Thread"
- 2023 – "Farewell For Now"